# Reconstructie (Verenigde Staten)

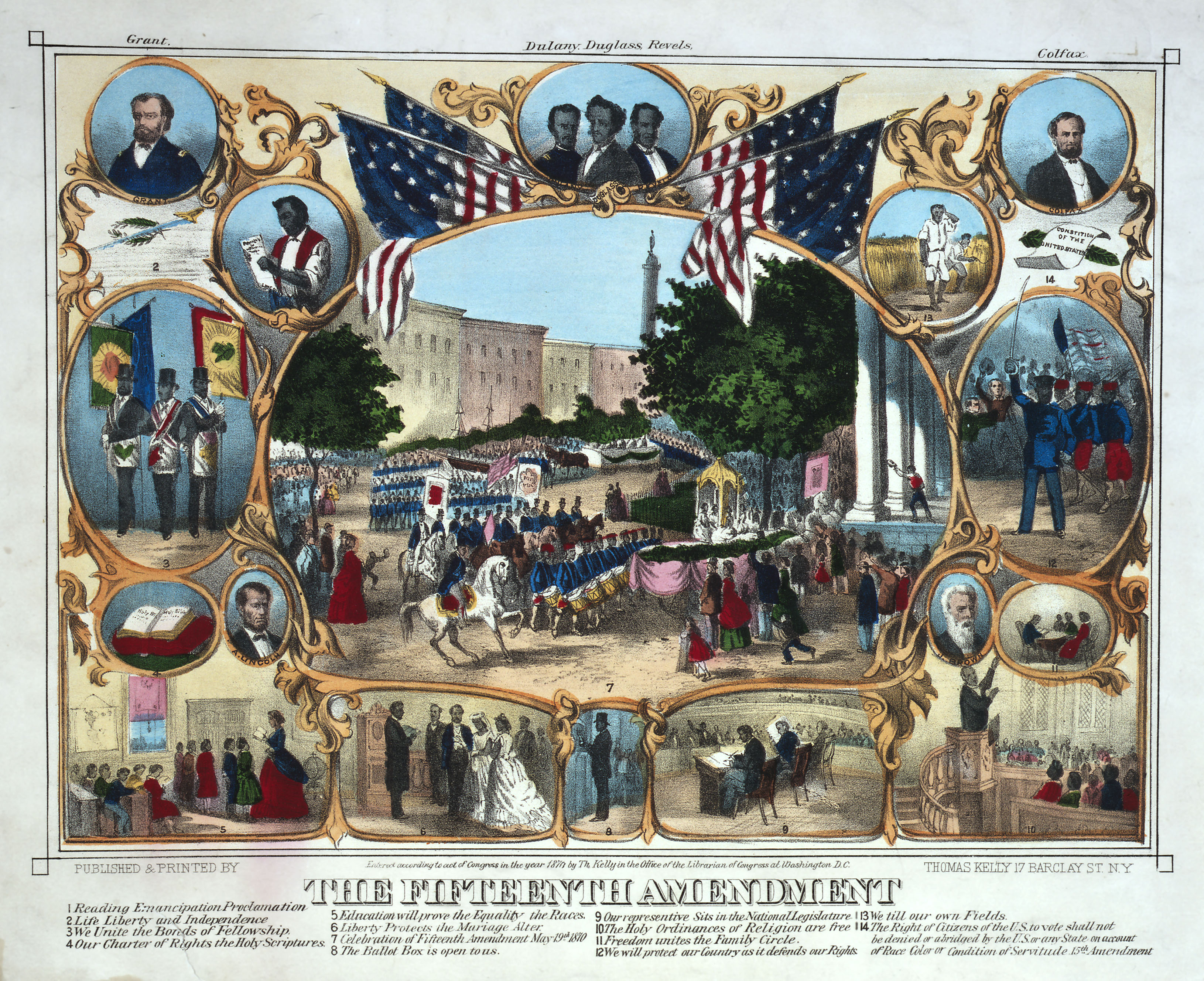
Prent naar aanleiding van het XV Amendement van de Amerikaanse Grondwet: Verbod op discriminatie op basis van kleur of ras (1870)

De Reconstructie (Reconstruction, wederopbouw 1865–1877) was de periode na de Amerikaanse Burgeroorlog (1861–1865), toen de vraag zich voordeed of de Geconfedereerde Staten van Amerika bij hun afscheiding definitief uit de Unie waren gestapt. Het noorden had het zuiden in de oorlog immers overwonnen en in dat geval kon het zuiden als vreemde mogendheid behandeld worden.
President Abraham Lincoln was een groot voorstander van de reconstructie van de unie, maar kreeg hiervoor geen kans. Hij werd vijf dagen na de capitulatie van het zuiden doodgeschoten. Zijn opvolger, president Andrew Johnson, was eveneens voor een gematigde koers ten aanzien van het zuiden, maar dit leidde tot spanning met het Congres, dat een veel radicaler beleid wilde. Vanaf 2 maart 1867 werden vier Acts of Reconstruction (Reconstructiewetten) aangenomen. Hierin werd bepaald dat de zuidelijke staten verdeeld zouden worden in vijf bezettingszones, tot de gelijkheid van de zwarte bevolking aanvaard was. President Johnson sprak telkens zijn veto uit, maar het Congres, dat sinds de midterm-verkiezingen door de republikeinen gedomineerd werd, vond steeds een tweederdemeerderheid om dit veto te verwerpen. Het Congres beperkte de president in zijn machtsmiddelen. Het ontslag van ambtenaren en de benoeming van rechters in het Hooggerechtshof werden tegengewerkt. Een afzettingsprocedure was uiteindelijk het gevolg. De stemming hierover kwam één stem tekort, waardoor Johnson rechtmatig met pensioen ging aan het einde van zijn ambtstermijn in 1869. Na de verkiezingen werd Johnson, een democraat die bij de vorige verkiezingen door de republikeinen gesteund was, vervangen door president Ulysses S. Grant (de generaal en held uit de burgeroorlog), die volledig naar de zinnen van het Congres handelde.
In 1877 sloot presidentskandidaat Rutherford B. Hayes een overeenkomst met zuidelijke Democratische kiesmannen. Als zij hem steunden zodat hij president werd, zou hij de federale troepen uit het zuiden terugtrekken en de Reconstructie beëindigen. Dit gebeurde en binnen een aantal jaren waren alle maatregelen van de Reconstructie ongedaan gemaakt. De gelijkheid tussen blank en zwart werd opgeheven, hoewel dit in strijd was met de statelijke en federale grondwetten en een segregatiesysteem werd ingevoerd met de Jim Crow-wetten. Pas in de jaren 1950, 1960 en 1970 zouden blank en zwart in het zuiden daadwerkelijk gelijke burgerrechten krijgen.